# Staurogyne siamensis
Staurogyne siamensis är en akantusväxtart som beskrevs av C. B. Cl.. Staurogyne siamensis ingår i släktet Staurogyne och familjen akantusväxter. Inga underarter finns listade i Catalogue of Life.